# Labadee
Labadee – wiejscowość na Haiti, w departamencie Cap-Haïtien Arrondissement, prywatny port wodny i kurort nadmorski.

## Toponimia
Nazwa miejscowości pochodzi od nazwiska markiza de La Badie, francuskiego właściciela niewolników, który osiedlił się na Haiti w XVII wieku.

## Położenie
Labadee znajduje się na półwyspie na wyspie Haiti. Część miejscowości z plażą jest ogrodzona drutem kolczastym, który oddziela prywatny port-kurort od terenu zajmowanego przez Haitańczyków. 

## Historia
Plaża w Labadee była własnością lokalnych mieszkańców, którzy zostali wywłaszczeni przez rząd. Royal Caribbean International wydzierżawiło plażę w Labadee od rządu Haiti w 1985 roku do 2050 roku i od tej pory firma czerpie wielomilionowe zyski z rejsów do Labadee. W 2004 roku na skutek protestów na Haiti zawieszono czasowo rejsy do Labadee.

## Architektura
W Labadee znajdują się liczne atrakcje dla turystów, m.in. aquapark, kolejka górska w lesie, targ z wyrobami rękodzielniczymi oraz szkoła dla miejscowej ludności, ufundowana przez Royal Caribbean. 

## Turystyka
Labadee to popularny cel podróży turystycznych (aczkolwiek goście bywają nieinformowani, że przybywają do Haiti), w 2013 roku do miejscowości przybyło około 600 tys. pasażerów drogą morską, zwłaszcza poprzez rejsy organizowane przez Royal Caribbean. Rozrywki dla gości to m.in.: narciarstwo wodne, parasailing, tyrolka Dragon's Breath o długości ponad 850 m. 
Teren jest ściśle strzeżony, a turyści nie zostają w Labadee na noc.

## Galeria

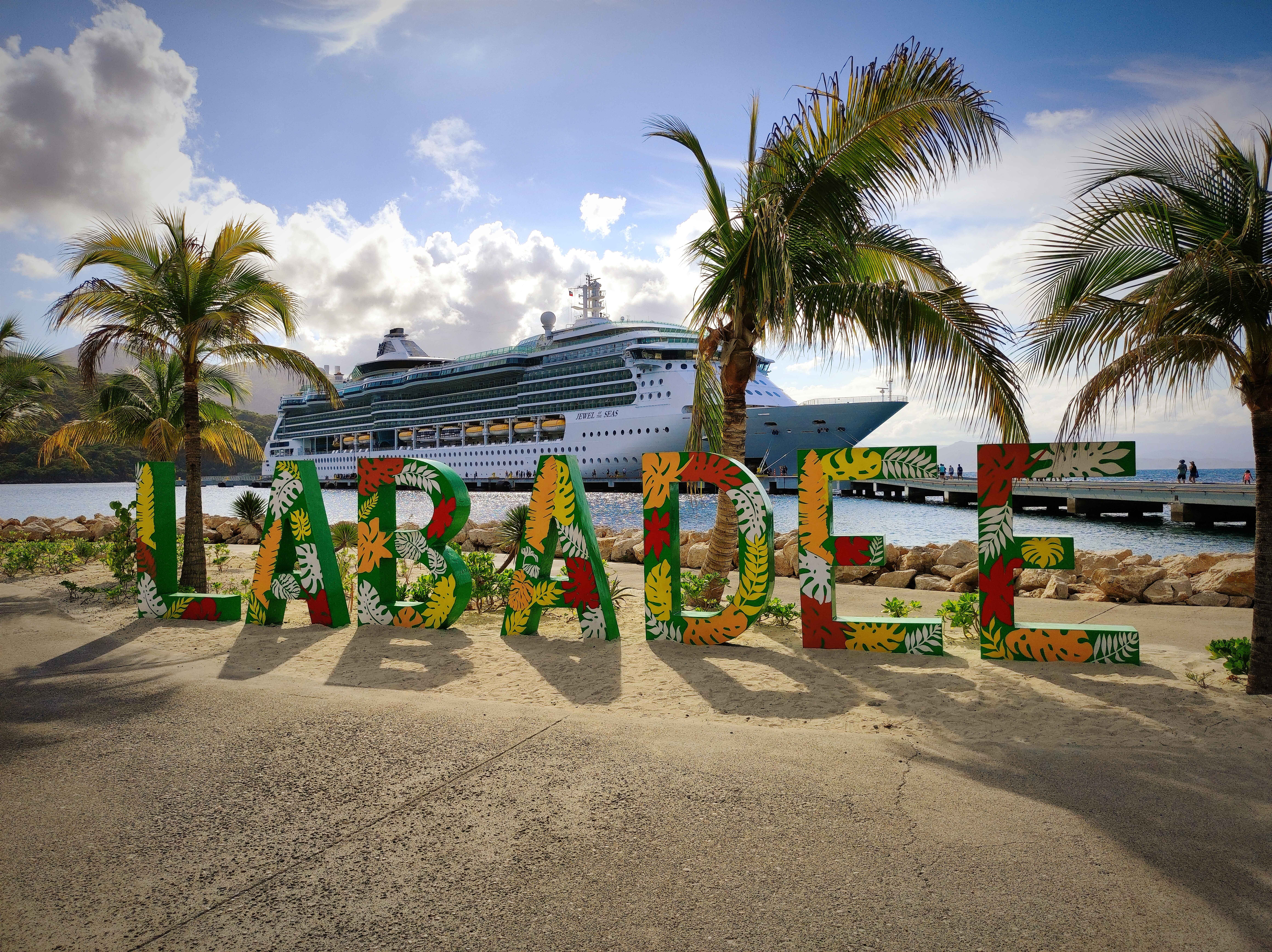
Witacz i statek wycieczkowy (2023)
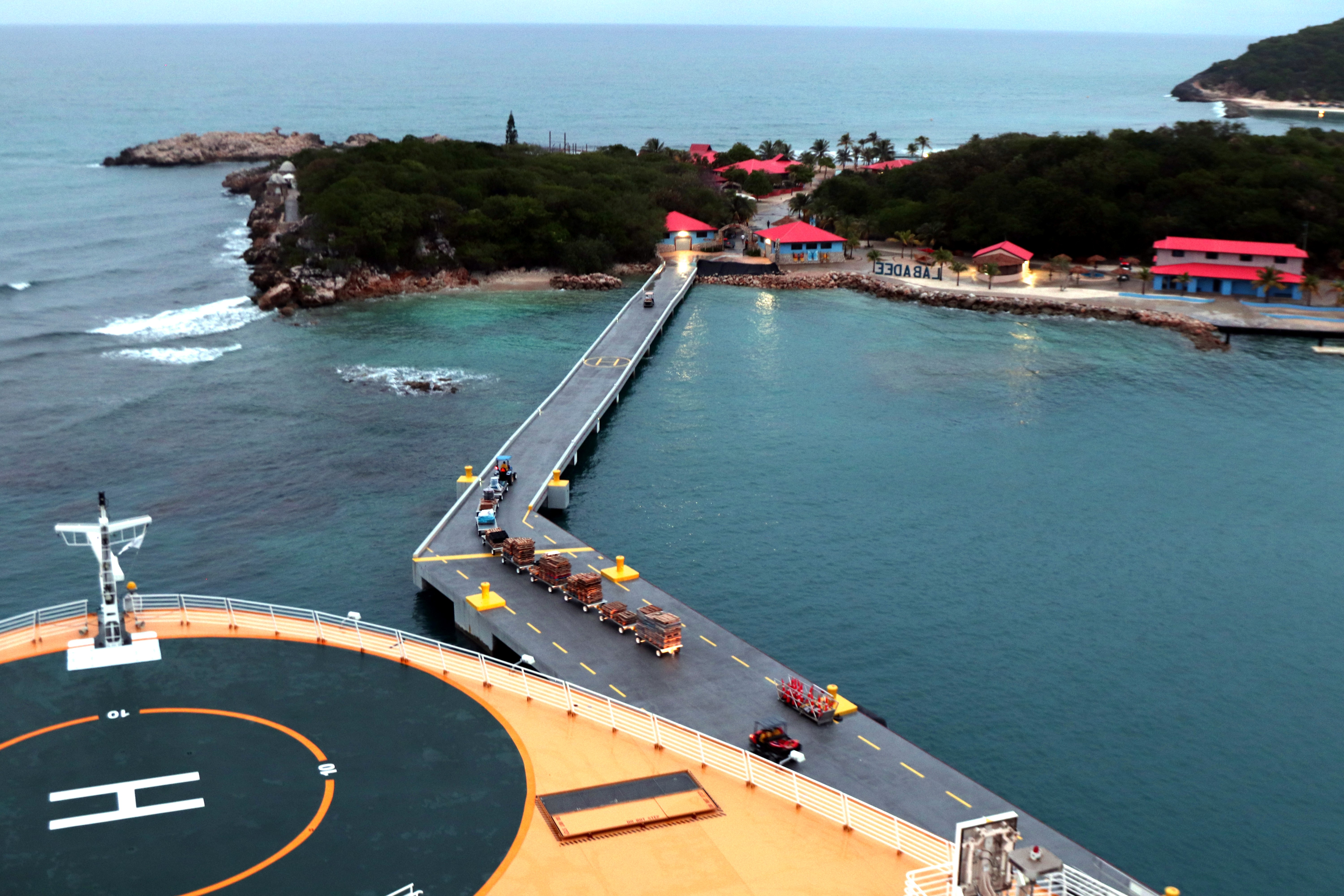
Pirs (2018)
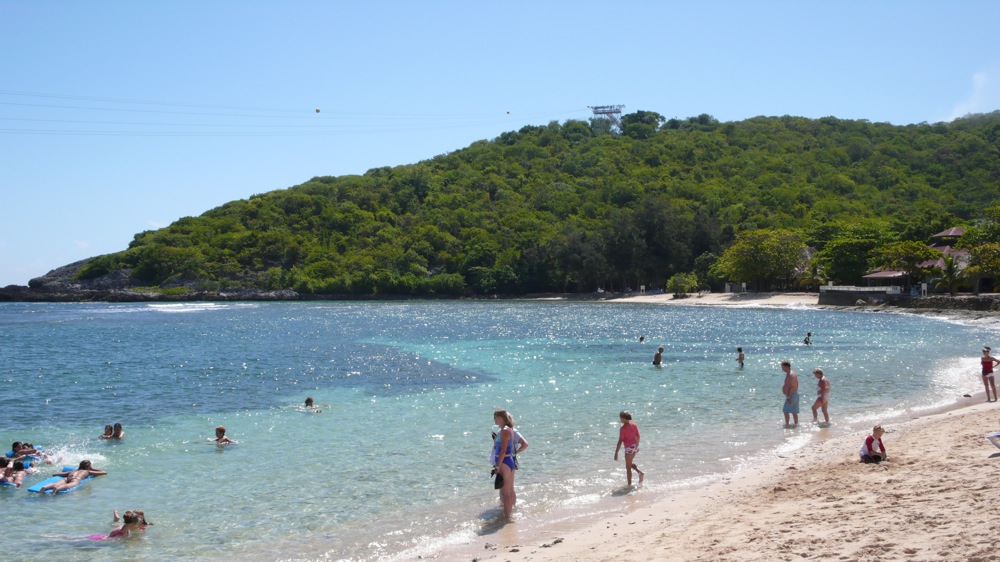
Las przybrzeżny z kolejką (2007)
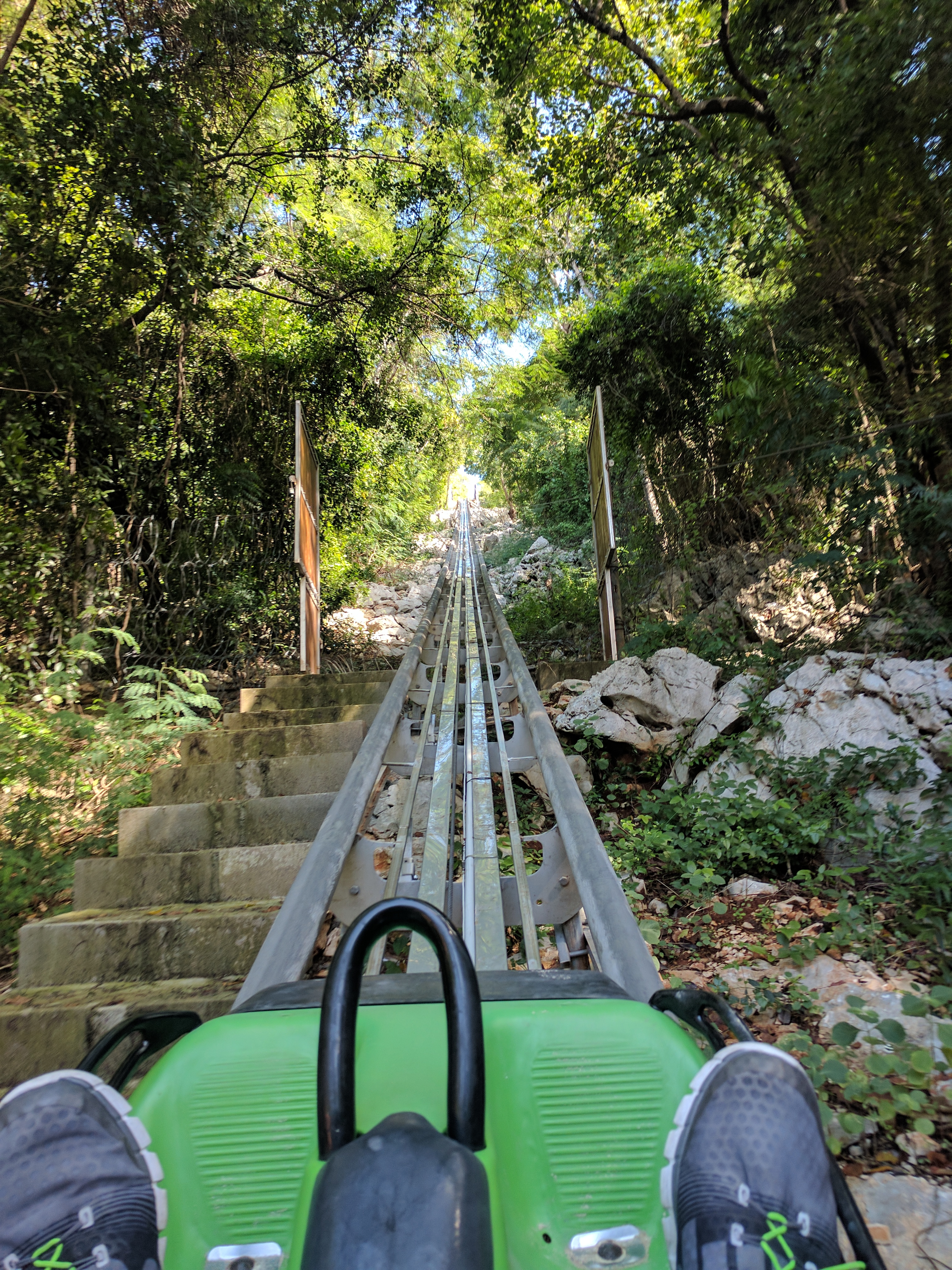
Kolejka górska Dragon’s Tail (2016)
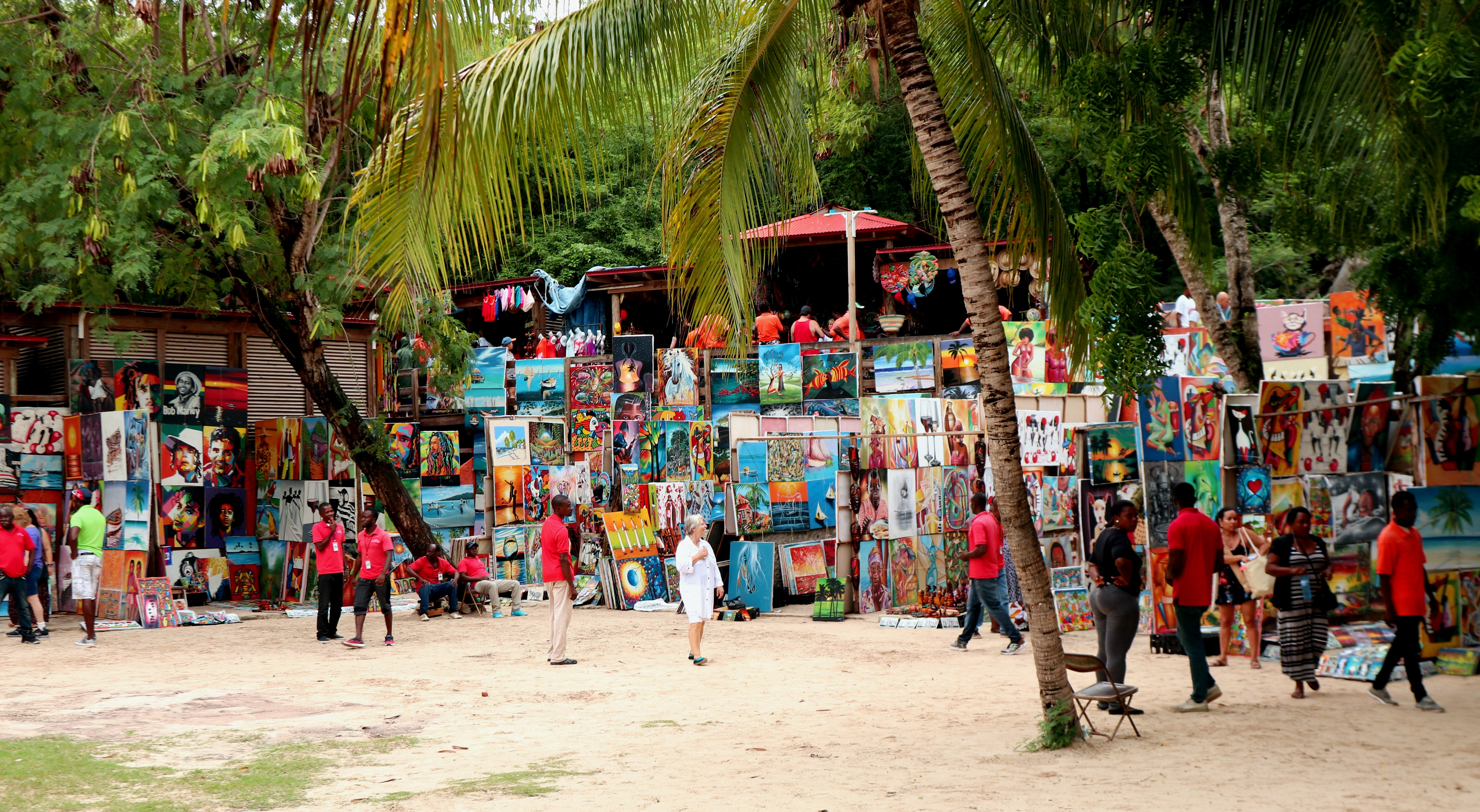
Targ rękodzieła (2018)
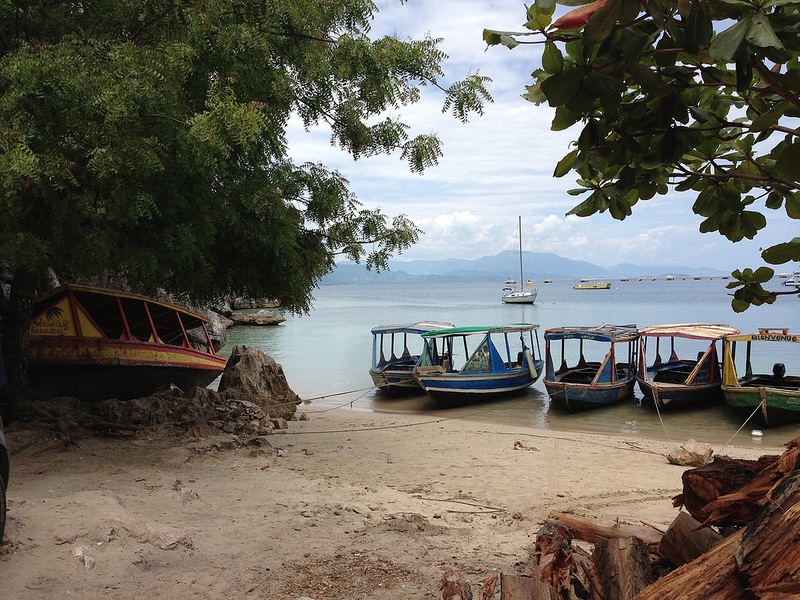
Taksówki wodne (2013)
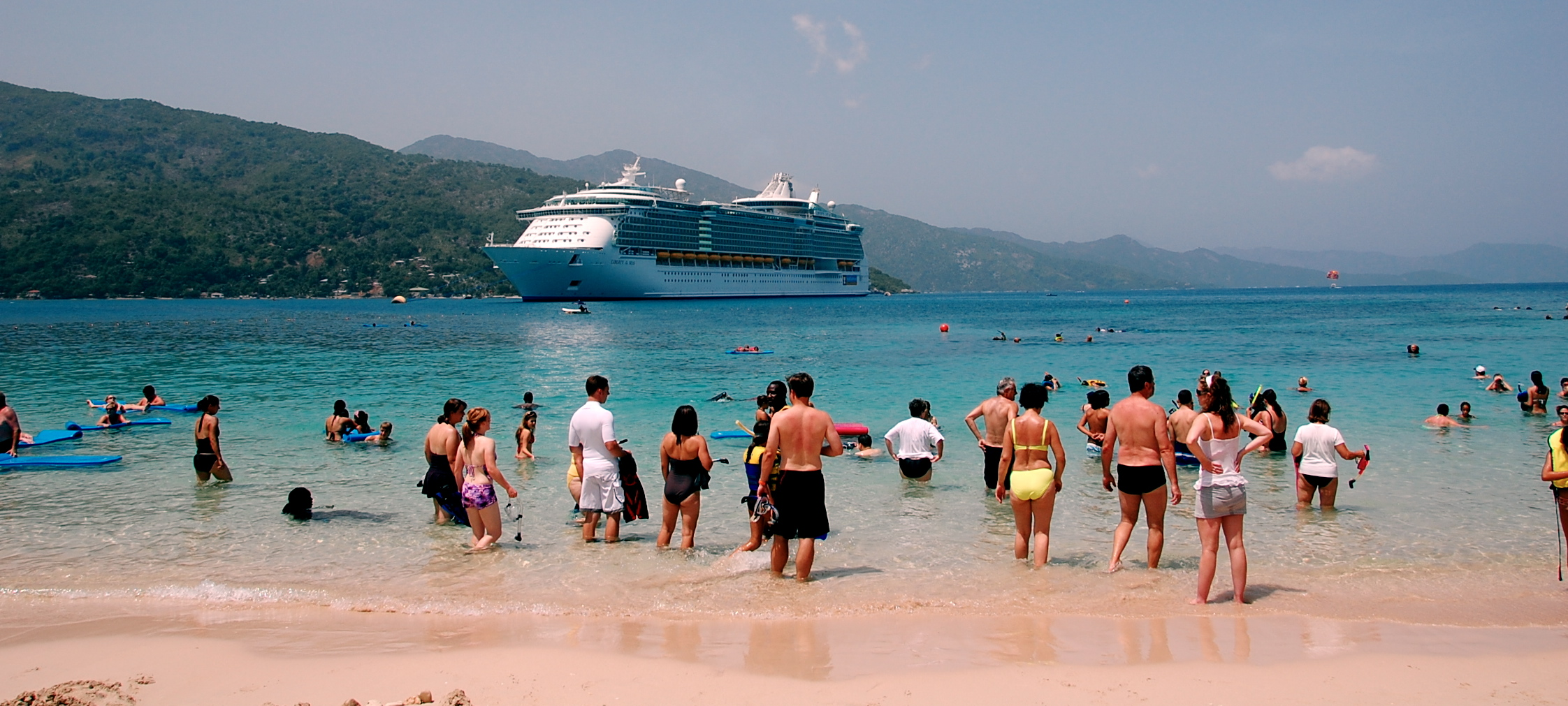
Turyści na plaży (2007)
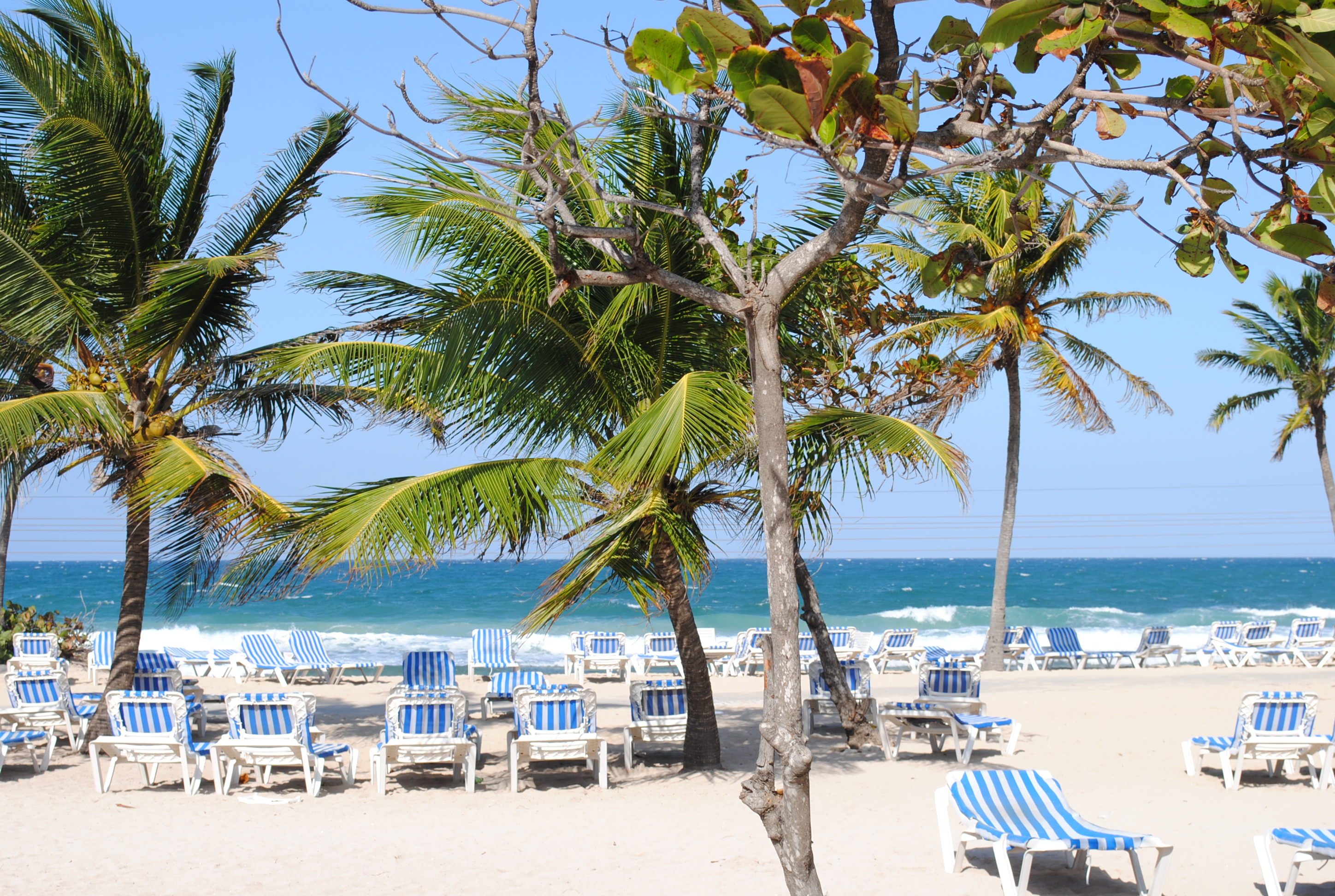
Plaża (2012)
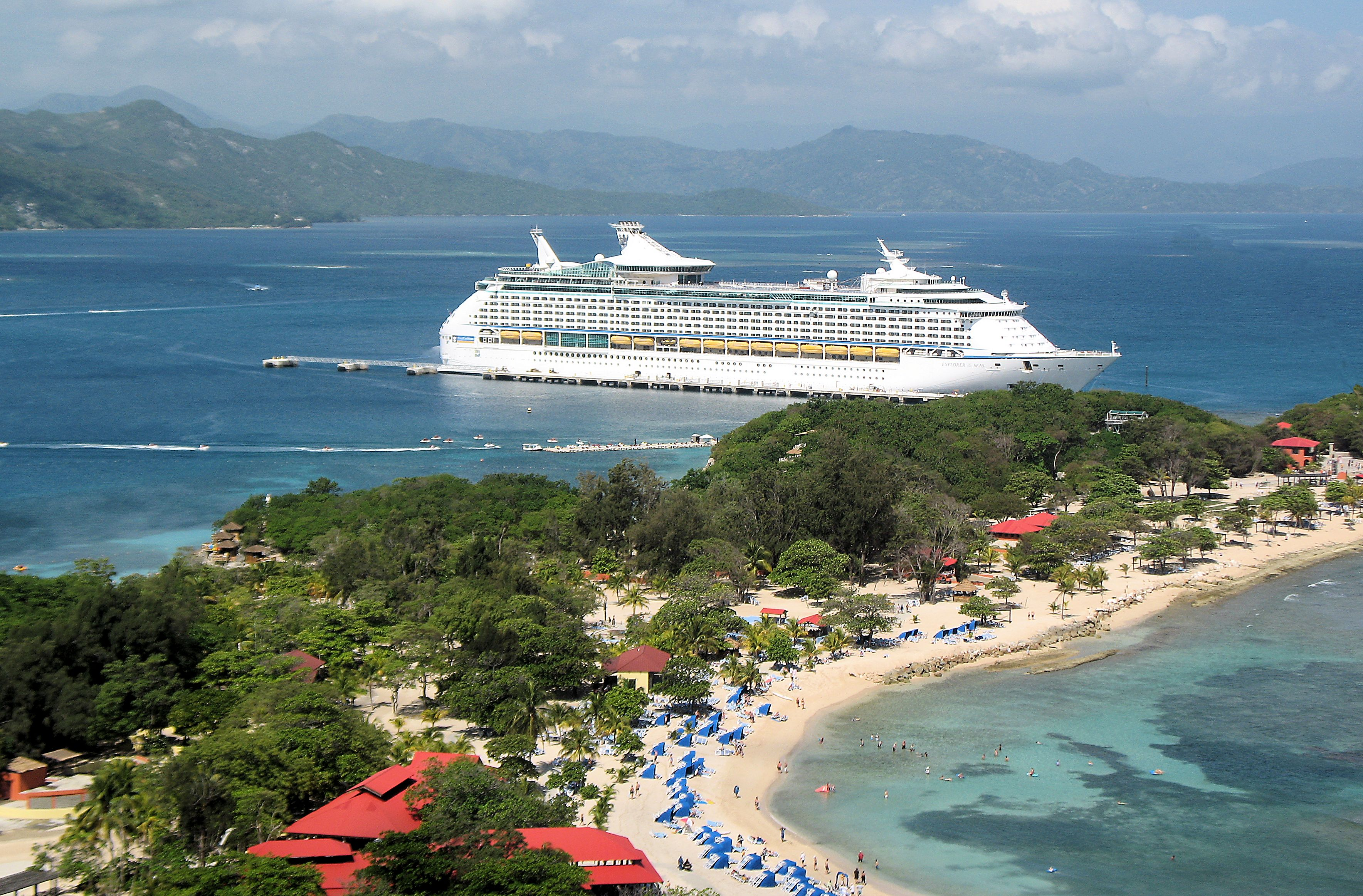
Półwysep widziany z platformy tyrolki (2012)